# Chester C. Hayes
Chester C. Hayes, né en 1867 à  Canandaigua et mort en 1947 à San Diego, est un peintre paysagiste et portraitiste américain.

## Biographie

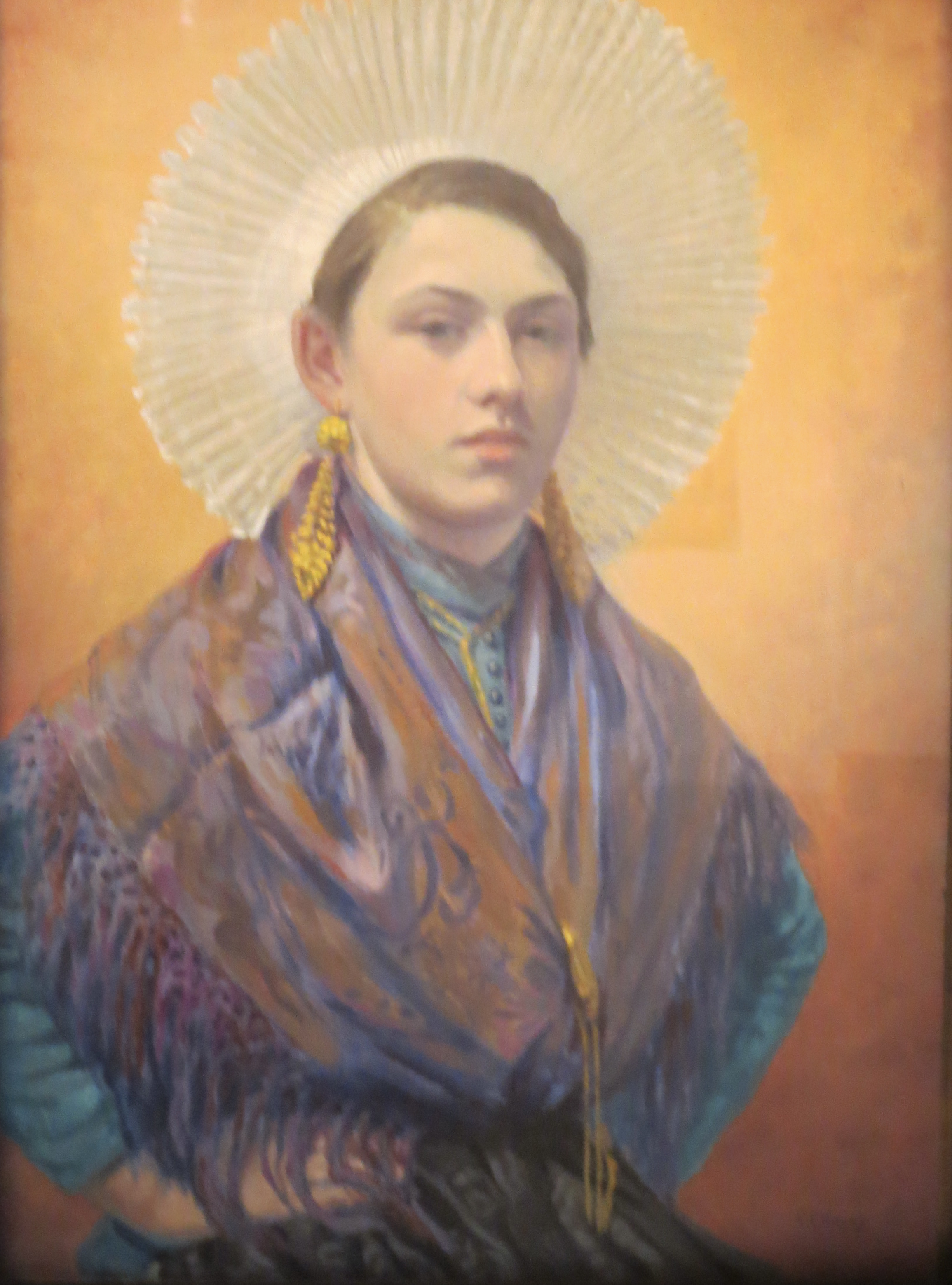
Matelote d'Étaples dite aussi La Joconde de la Manche, 1932.

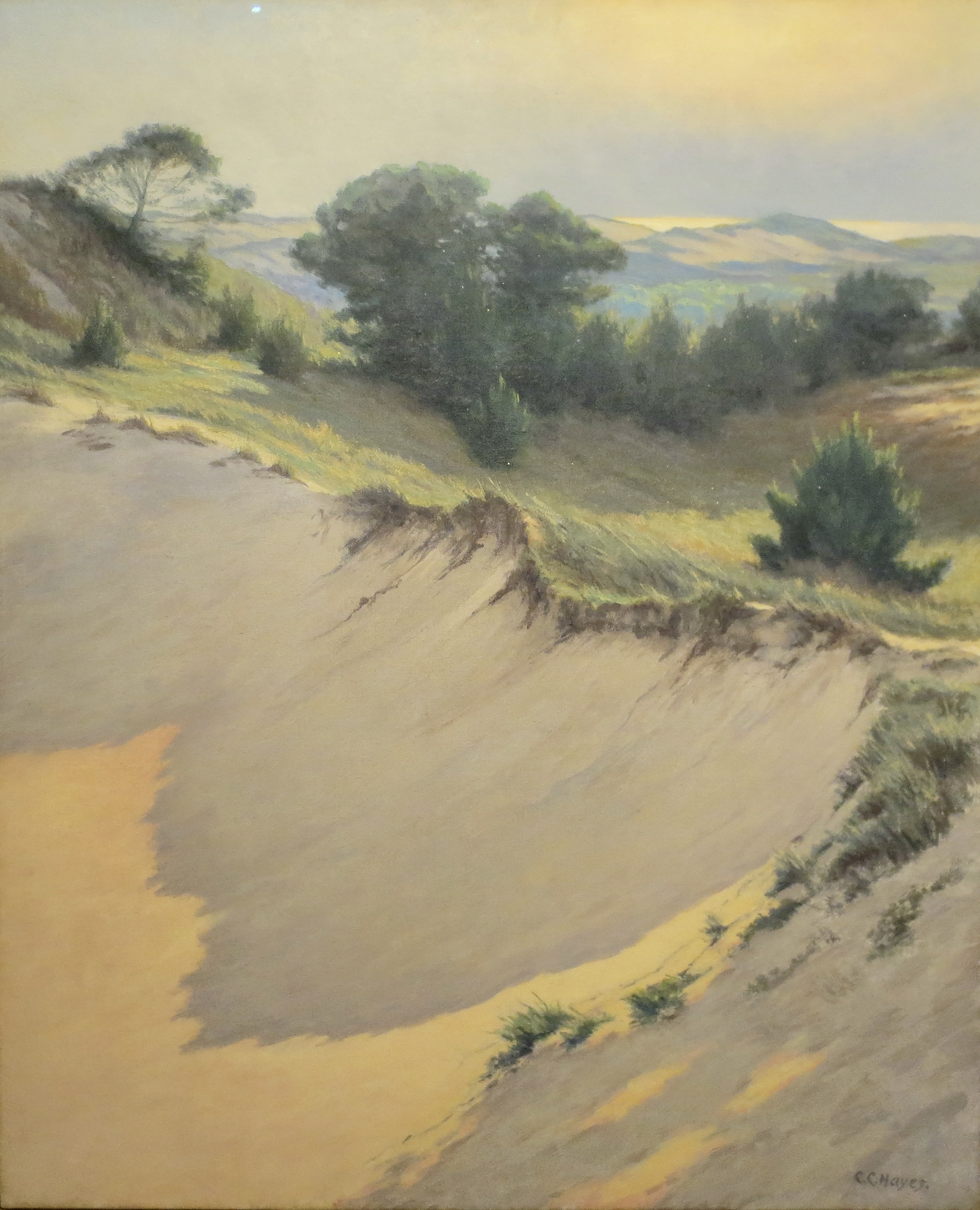
Dunes ou Le Croc, 1932.

Chester Coleman Hayes naît en 1867 à  Canandaigua située dans l'État de New York, aux États-Unis. Son père, Joseph, est médecin.
Charles C. Hayes reçoit sa première instruction artistique à Rochester dans l'État de New York. Diplômé du Williams College en 1889, il s'installe à Paris et continue sa formation artistique à l'Académie Julian. Il reste à Paris de 1890 à 1900, étudiant auprès de Benjamin-Constant (1845-1902) et de Jules Lefebvre (1834-1911), et exposant dans diverses galeries européennes.
En 1899, il expose au salon de Paris.

En 1900, il s'installe à Trépied, hameau de Cucq dans le nord de la France, ou il fait partie de la colonie artistique d'Étaples, il a aussi un atelier en Bretagne. L'atmosphère du nord de la France l'inspire, il capture l'effet de la lumière du soleil sur le paysage. En plus des paysages, il est connu pour ses scènes figuratives et de genre. Un critique a dit un jour : 

« Il n'y a aucune trace d'ultra-modernisme dans les peintures de M. Hayes, mais il est un peintre, pas un transcripteur de simples scènes et de personnes à travers la peinture, dit-on. »

En 1918, il a acquis une réputation aux États-Unis et il retourne s'installer à Toledo dans l'Ohio, il y travaille comme artiste et y expose à la National Academy of Design. Il est membre de la New York Water Color Society (en). Il voyage en Europe à de nombreuses reprises pour y peindre.
Il meurt en 1947, tué accidentellement par une voiture, à La Jolla quartier de San Diego dans l'État de Californie.

## Distinction
Chester C. Hayes est nommé chevalier dans l'ordre national de la Légion d'honneur, sur proposition du ministère des affaires étrangères, par décret du 28 mars 1930.

## Collections
Chester C. Hayes expose à la National Academy of Design. Il signe ses œuvres C.C.Hayes.
- Le Touquet-Paris-Plage, musée du Touquet-Paris-Plage[4]
  - La Matelote d’Étaples dite aussi La Joconde de la Manche, 1932, huile sur toile, propriété du musée
  - Dunes ou Le Croc, 1932, huile sur toile, 73 × 60 cm, don de l'artiste au musée le 20 septembre 1932